# Universidad de Aarhus
La Universidad de Aarhus (en danés: Aarhus Universitet) es una universidad localizada en la localidad danesa de Aarhus.
Aunque el nombre de la ciudad se escribe con Å (después de la reforma de 1948), el nombre de la universidad ha permanecido fiel a su nombre original.
Con 34.000 estudiantes es la segunda universidad de Dinamarca por detrás de la Universidad de Copenhague.